# Bolbitis lindigii
Bolbitis lindigii là một loài thực vật có mạch trong họ Lomariopsidaceae. Loài này được (Mett.) C. Chr. mô tả khoa học đầu tiên năm 1934.